# Слотердайк, Петер
Пе́тер Сло́тердайк (нем. Peter Sloterdijk, родился 26 июня 1947 в Карлсруэ) — современный немецкий философ.

## Биография
Получил образование в Мюнхенском университете, в 1975 году получил докторскую степень в Гамбургском университете. Автор многочисленных работ по истории философии и эстетике, в частности, посвящённых анализу трудов Ницше. С 2001 года — президент высшей школы дизайна в Карлсруэ.
В 2008 награждён Европейской премией Шарля Вейонна за эссеистику.

## Критика цинического разума
Первой работой Слотердайка, принёсшей ему славу, стала «Критика цинического разума» (нем. Kritik der zynischen Vernunft), вышедшая в 1983 году. Слотердайк выделяет цинизм как особую форму «ложного сознания», полагая, что именно цинизм стал подлинным символом современности. Методологически Слотердайк опирается на положения «негативной диалектики» Адорно и «фундаментальной онтологии» Хайдеггера, творчески их перерабатывая. Книга Слотердайка стала философским бестселлером. «Критика цинического разума» переведена на основные европейские языки, на русский язык работа переведена в 2001 Александром Перцевым.

## «Сферы»
Самой известной работой Слотердайка остаются «Сферы» (Sphären), трёхтомный magnum opus философа, выходивший с 1998 по 2004 годы. Работа посвящена анализу концепции сферы в западноевропейской интеллектуальной культуре. Символ сферы, как замечает Слотердайк, является одним из самых значимых и распространённых образов западноевропейского стиля мышления. Исследуется использование сферы как символического описания Бога, космоса, феноменов человеческой психики, а также изобразительное значение сферической формы в искусстве. Работа стала подлинным бестселлером, переведена на основные языки. На русский язык переведены и изданы все три тома.

## «Ты должен изменить свою жизнь»
В своей книге «Ты должен изменить свою жизнь», опубликованной в 2009 году в издательстве Suhrkamp, Слотердайк развивает антропологическую модель человека упражняющегося. Книга посвящена идее антропотехники и состоит из описания и анализа разнообразных форм упражнения и техник самоинтенсификации в интеллектуальной истории. В более широком контексте эту книгу Слотердайка можно рассматривать как руководство по «конструированию иммунитета» в рамках всеобщей иммунологии, включающую в себя помимо биологического, также и политический и символический иммунитет. Слотердайк рассматривает всеобщую иммунологию как результат трансформации метафизики, как «главное логическое событие XX века, с осознанием которого и по сей день не смогли справиться ни современная философия, ни теология, ни традиционная социология». В раскрытии иммунитета как системы и принципа человек дает сам себе новое объяснение.

## Сочинения
- Kritik der zynischen Vernunft, 1983.
- Der Zauberbaum. Die Entstehung der Psychoanalyse im Jahr 1785, 1985.
- Der Denker auf der Bühne. Nietzsches Materialismus, 1986. (Thinker on Stage: Nietzsche’s Materialism)
- Kopernikanische Mobilmachung und ptolmäische Abrüstung, 1986.
- Zur Welt kommen — Zur Sprache kommen. Frankfurter Vorlesungen, 1988.
- Eurotaoismus. Zur Kritik der politischen Kinetik, 1989.
- Versprechen auf Deutsch. Rede über das eigene Land, 1990.
- Weltfremdheit, 1993.
- Im selben Boot. Versuch über die Hyperpolitik, 1993.
- Falls Europa erwacht. Gedanken zum Programm einer Weltmacht am Ende des Zeitalters seiner politischen Absence, 1994.
- Selbstversuch, Ein Gespräch mit Carlos Oliveira, 1996.
- Der starke Grund zusammen zu sein. Erinnerungen an die Erfindung des Volkes, 1998.
- Sphären I — Blasen, Mikrosphärologie, 1998. (Spheres I)
- Sphären II — Globen, Makrosphärologie, 1999. (Spheres II)
- Regeln für den Menschenpark. Ein Antwortschreiben zu Heideggers Brief über den Humanismus, 1999.
- Die Verachtung der Massen. Versuch über Kulturkämpfe in der modernen Gesellschaft, 2000.
- Über die Verbesserung der guten Nachricht. Nietzsches fünftes Evangelium. Rede zum 100. Todestag von Friedrich Nietzsche, 2000.
- Nicht gerettet. Versuche nach Heidegger, 2001.
- Die Sonne und der Tod, Dialogische Untersuchungen mit Hans-Jürgen Heinrichs, 2001.
- Tau von den Bermudas. Über einige Regime der Phantasie, 2001.
- Luftbeben. An den Wurzeln des Terrors, 2002.
- Sphären III — Schäume, Plurale Sphärologie, 2004. (Spheres III)
- Im Weltinnenraum des Kapitals, 2005.
- Was zählt, kehrt wieder. Philosophische Dialogue, with Alain Finkielkraut (from French), 2005.
- Zorn und Zeit. Politisch-psychologischer Versuch, 2006. ISBN 3-518-41840-8
- Der ästhetische Imperativ, 2007.
- Derrida Ein Ägypter, 2007.
- Gottes Eifer. Vom Kampf der drei Monotheismen, Frankfurt am Main (Insel), 2007.
- Du mußt dein Leben ändern, Frankfurt am Main (Suhrkamp), 2009.
- Philosophische Temperamente Von Platon bis Foucault, München (Diederichs) 2009. ISBN 978-3-424-35016-6
- Scheintod im Denken, Von Philosophie und Wissenschaft als Ubung (Suhrkamp), 2010.
- Die nehmende Hand und die gebende Seite, (Suhrkamp), 2010.
- Die schrecklichen Kinder der Neuzeit, (Suhrkamp), 2014.
- Was geschah im 20. Jahrhundert? Unterwegs zu einer Kritik der extremistischen Vernunft, (Suhrkamp), 2016.

Русские переводы:
- Критика цинического разума. Пер. Александра Перцева. Екатеринбург, Издательство Уральского университета, 2001.- 584 с. ISBN 5-7525-0441-4 ISBN 5-7525-1128-3 (т. VII)
- Сферы. Пер. Кирилла Лощевского. — СПб.: Наука, 2005—2010. ISBN 5-02-026882-8 («Наука»)
  - Сферы: Микросферология. Т. I. Пузыри. / Вступ. ст. Б. В. Маркова. — СПб.: Наука, 2005. — XXXIV, 653 с. ISBN 5-02-026879-8
  - Сферы: Макросферология. Т. II. Глобусы. — СПб.: Наука, 2007. — 1023 с. ISBN 978-5-02-026921-7
  - Сферы: Плюральная сферология. Т. III. Пена. — СПб.: Наука, 2010. — 928 с. ISBN 978-5-02-026346-8
- Слотердайк Петер, Хайнрихс Ганс-Юрген. Солнце и смерть: Диалогические исследования / Пер. с нем., примеч. и послесл. А. В. Перцева. — СПб.: Издательство Ивана Лимбаха, 2015 ISBN 978-5-89059-232-3
- Критика цинического разума. Пер. с нем. А. В. Перцева - Изд. 3-е, испр. - СПб.: Издательство Ивана Лимбаха, 2021. - 800 с. ISBN 978-5-89059-402-0

### Статьи, посвящённые творчеству Слотердайка
- И. Смирнов. Между цинизмом и кинизмом
- Н. Плотников. Сны Заратустры